# Goloka
Goloka es la morada eterna del dios Krisná, de acuerdo con algunos grupos vaishnava (krisnaístas), incluyendo el vaishnavismo gaudiya (krisnaísmo bengalí) y la swaminarayana sampradaya.
Esta información se presenta en el Brahma-samhita (siglo XVI d. C.) y el Bhágavata-purana (siglo XI d. C.).
En la mayor parte del texto del Bhágavata-purana, Krishná se presenta como el Visnú cósmico, el poderoso dios bajo el cual trabajan todo el resto de las divinidades. En cambio en el décimo canto es retratado como la persona suprema que da origen a Vishnú, y que reside en su morada personal Goloka.
Describe a Goloka como el loka (planeta o lugar) más elevado de los planetas Vaikunthá para los devotos de Krishná, quien allí es conocido sólo como el protector de las vacas (que por lo tanto se encuentran en abundancia en ese planeta).
También es mencionado como Goloka Vrindávan, o simplemente Vrindávan.
Es una tierra de plenitud, riqueza y belleza natural, como un Jardín del Edén.
En Goloka, Krishná reside con Radharani, su consorte eterna, y con incontables otros devotos, con quienes él realiza sus divinas actividades y pasatiempos, conocidos como līlā.
Los vaisnavas creen que las almas se mantienen dentro del universo material y nacen una y otra vez para perfeccionarse hasta no volver a nacer (y aparecer en el Cielo de Krishná, Goloka Vrndavana).

## Etimología
En idioma sánscrito, goloka significa ‘el mundo de las vacas’.
La palabra sánscrita go se refiere a las vacas, y loka se traduce como planeta, mundo o lugar (ese término es cognado del español «local» y «localidad».